# Georgios Theotokis
Georgios Theotokis (en griego: Γεώργιος Θεοτόκης, 10 de febrero de 1844-13 de enero de 1916) fue un político griego. Fue primer ministro en cuatro ocasiones. Era el abuelo materno de Georgios Rallis.

## Comienzos
Theotokis provenía de una distinguida familia de Corfú.

## La década de crisis

### Al frente del partido de Trikoupis
Theotokis sucedió a Charilaos Trikoupis al frente de uno de los dos principales partidos griegos de la época. A pesar de que, a diferencia de otras formaciones, el partido de Trikoupis sobrevivió a la muerte de su fundador, Theotokis no tuvo el carisma de su predecesor en la formación.

### La crisis nacional

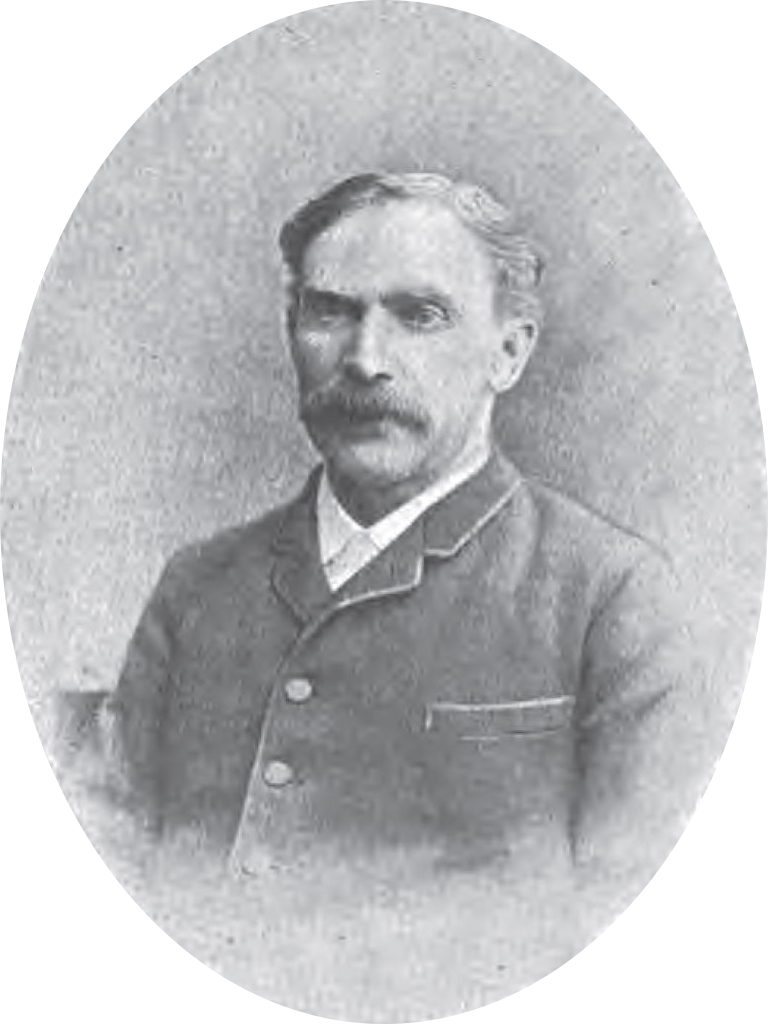
Dimitrios Rallis, eterno rival de Theotokis en la década de 1910, acabó aliándose con él para tratar de impedir el gobierno de Eleftherios Venizelos.

En la década posterior a la derrota griega frente al Imperio otomano en 1897, de crisis tanto política como económica para el país, Theotokis fue una de las más destacadas figuras políticas de la nación. La principal formación política rival fue la de Theodoros Deligiannis hasta el asesinato de este en 1905. Tras la muerte de su rival, su partido se dividió: la fracción mayor quedó encabezada por Kiriakulis Mavromichalis y la menor, por Dimitrios Rallis. Otro partido menor era el del activo Alexandros Zaimis. Tras la derrota militar, se intensificó la defensa de una renovación profunda del país que, sin embargo, no se reflejó en la composición del Parlamento ni en las políticas de los sucesivos gabinetes, dominados por los partidos tradicionales.
El programa de reforma planteado por el rey Jorge a través del primer gabinete de Zaimis no recabó el apoyo del electorado, que dio la mayoría a Theotokis en las elecciones del 7 de febrerojul./ 19 de febrero de 1899greg.. Como anteriormente, la política griega estaba dominada por políticos profesionales más interesados en alcanzar el poder que en ideologías, con una base de poder clientelista que necesitaba el control de la administración del Estado para recompensar a sus seguidores y mantener su influencia. Los partidos apenas se diferenciaban ideológicamente y eran meras plataformas de apoyo temporal a un caudillo que podía verse privado de las simpatías de sus seguidores si no lograba recompensarlos adecuadamente. La disciplina de partido era nula.

### El diádoco al frente del Ejército y reformas militares

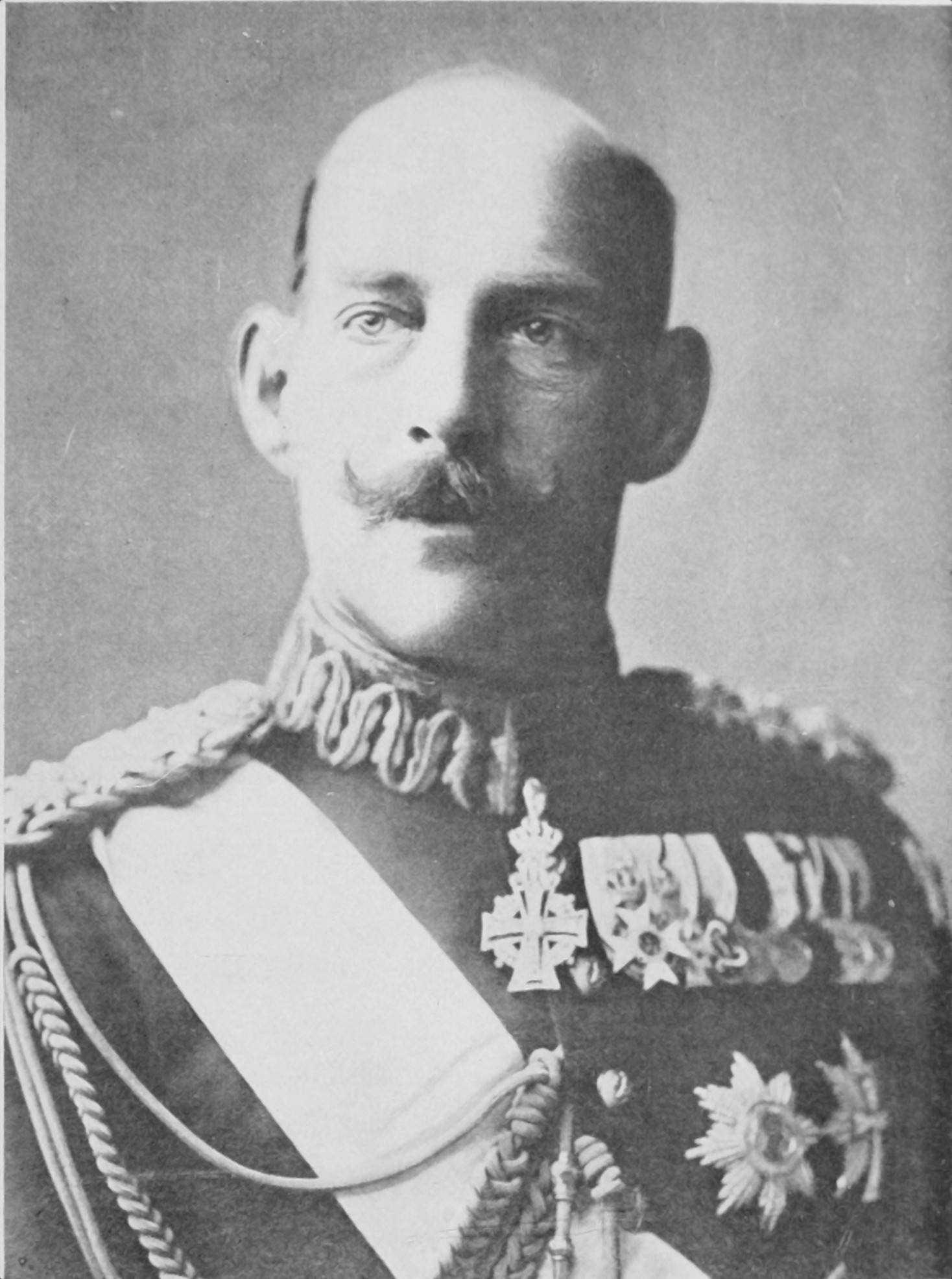
Constantino, diádoco, fue nombrado comandante en jefe del Ejército con total autonomía en cuestiones militares gracias a una ley de Theotokis. Esto aumentó la hostilidad de parte de los políticos y de los militares hacia ellos.

A pesar de las ambiciones de expansión territorial, el Ejército se hallaba en una situación penosa y el país no contaba con las finanzas necesarias para sostenerlo, habiendo declarado la bancarrota en 1893. Los primeros intentos de reforma se debieron a Theotokis que, en noviembre de 1899 y por iniciativa real, presentó una ley nombrando al diádoco Constantino comandante en jefe del Ejército. El príncipe tenía total independencia en cuanto a la disciplina, el personal militar y los planes de reorganización. La propuesta, finalmente aprobada en marzo de 1900, fue duramente criticada por la oposición. Ese año también se fundó el «fondo nacional para la marina», para tratar de renovar la obsoleta armada griega.
En 1904 estableció un «fondo de defensa nacional» para facilitar el crecimiento del Ejército. Esta partida, financiada mediante nuevos impuestos y donaciones, debía servir de aval para un crédito nacional destinado a la compra de armamento y a la construcción de instalaciones militares. Otra serie de leyes sobre las fuerzas armadas se aprobaron el mismo año, con el fin de aumentar y fortalecer el Ejército.
Al regresar al gobierno en diciembre de 1905, sin embargo, Theotokis hubo de reducir el presupuesto militar, para compensar la expansión del número de soldados con un mejor armamento. A comienzos de 1906, presentó una ley para impedir que el tiempo que un oficial pasaba en el Parlamento fuese tenido en cuenta para su ascenso (27 de los 177 diputados eran militares). El revuelo en la cámara le permitió solicitar elecciones y ganarlas ampliamente el 26 de marzojul./ 8 de abril de 1906greg.. Theotokis aprobó entonces otra serie de leyes de reforma militar, sobre el ascenso de los oficiales o la reducción del uso del Ejército como policía.

## Oposición creciente
Desde el otoño de 1906, Theotokis tuvo que enfrentarse en el Parlamento a una oposición creciente. Una serie de diputados se agruparon informalmente en el llamado «partido japonés», llamado así por las reformas que habían permitido al país asiático convertirse rápidamente en una potencia mundial que había derrotado a Rusia en año anterior. En julio de 1908, sin embargo, Theotokis logró desbandar la agrupación ofreciendo el Ministerio de Finanzas a su miembro más destacado, Dimitrios Gounaris.
En 1907 trató sin éxito de aliar al país con Francia y Gran Bretaña.
En octubre de 1908, su postura quedó más debilitada aún por su cauta actuación ante la declaración de enosis de las Cortes de Creta. Temeroso de un revés como el de 1897, apoyado por el monarca e inseguro de la actitud de las grandes potencias, no aceptó la unión de la isla, dejando la cuestión en manos de estas. El mismo año trató, infructuosamente, de lograr una alianza con el Imperio otomano contra Bulgaria, cuya independencia había desencadenado los acontecimientos de Creta.
Los cuatro años de gobierno de Theotokis intensificaron el descontento por la falta de reformas y dieron lugar a la formación de sociedades militares favorables a una amplia reforma para reforzar el Ejército. El 3 de juliojul./ 16 de julio de 1909greg. dimitió, consciente de su debilidad política y pero decidido a recuperar más adelante el poder. Sus años de gobierno habían dado estabilidad al Parlamento, pero no habían logrado solucionar la crisis económica ni llevar a cabo la ambiciosa política exterior que deseaban algunos sectores. El reforzamiento militar no permitía al país enfrentarse a Bulgaria o a los otomanos, a pesar de la ideología expansionista de la Megali Idea. Su apoyo de Constantino le había privado de parte de las simpatías de las que había gozado en el Ejército y las críticas de la opinión pública y la prensa a su gobierno habían aumentado.

## El golpe de Estado y los gobiernos de la Liga Militar
| Elecciones (21 de agosto de 1910)                                                       |
|                                                                                         |
| Según Papacosma, p. 159. 1 Theotikis 2 Rallis 3 Mavromichalis 4 Zaimis 5 Independientes |

| Elecciones (24 de marzo de 1912). Triunfo de Venizelos.                   |
|                                                                           |
| Según Papacosma, p. 166. 1 Theotikis 2 Rallis 3 Mavromichalis 4 Venizelos |

Tras el golpe de Estado de Goudi llevado a cabo por la Liga Militar el 15 de agostojul./ 28 de agosto de 1909greg., Theotokis acompañó a Constantino en Corfú antes de su exilio temporal y, en septiembre, criticó duramente a los golpistas, negándose a regresar al Parlamento. Sin su participación el cuórum era imposible y se hubiese creado un crisis gubernamental que podría haber forzado a la Liga a tomar directamente el poder en vez de controlar indirectamente el Gobierno. Convencido por sus seguidores de las posibles consecuencias de su actitud, Theotokis permitió a sus partidarios regresar a las Cortes, pero él se abstuvo de participar en las sesiones.
A comienzos de 1910, ante la lentitud de las reformas a pesar de la gran cantidad de legislación aprobada, la Liga convocó al político cretense Eleftherios Venizelos para pedir su consejo. Este persuadió a los militares de disolver la Liga a cambio de la convocatoria de una Asamblea Nacional que revisase la Constitución. Theotokis estuvo de acuerdo con el pacto, concediendo su apoyo a Venizelos a cambio de la retirada de los militares de la política.

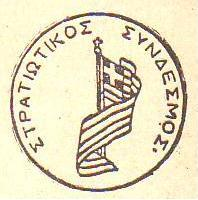
Sello de la Liga Militar. La falta de rápidas mejoras en el Ejército y la debilidad exterior griega durante el gobierno de Theotokis llevaron a la formación de una liga militar golpista que controló durante siete meses la política griega y precedió la llegada de Eleftherios Venizelos al poder.

En abril alcanzó un acuerdo con su antiguo rival, Rallis, para mantener el control de la Asamblea: los dos partidos coligados se repartirían los escaños obtenidos en las elecciones legislativas según su respaldo particular. El concierto se publicó oficialmente el 1 de juliojul./ 14 de julio de 1910greg.. El pacto aceleró la formación de acuerdos de oposición a él.
A pesar de lograr ciento doce escaños en las elecciones del 8 de agostojul./ 21 de agosto de 1910greg., estas supusieron una dura derrota para los partidos tradicionales, incluyendo el de Theotokis, al lograr los candidatos independientes, pronto agrupados en torno a Venizelos, ciento cuarenta y seis escaños.
A finales de año, las nuevas elecciones dieron un triunfo todavía mayor a Venizelos. Theotokis, como los demás dirigentes políticos de los partidos tradicionales, se había opuesto a la celebración de comicios. El rey, que apreciaba la moderación de la postura de Venizelos, le nombró primer ministro.
El gobierno de este obtuvo un enorme apoyo de los votantes que, en las elecciones de 11 de marzojul./ 24 de marzo de 1912greg., le concedieron ciento cuarenta y seis escaños frente a los diez de Theotokis.

## La guerra mundial y el cisma nacional
Al estallar la Primera Guerra Mundial Theotokis formaba parte de los allegados del rey favorables a un acercamiento a Alemania.
Consejero del rey Constantino y duro opositor de Venizelos, Theotokis recomendó no obstante al monarca seguir las propuestas del primer ministro sobre la participación limitada de Grecia en la campaña de Galípoli del lado de la Triple Entente en la primavera de 1915, en vano.
Junto con otros destacados políticos antivenicelistas, entró a formar parte del efímero gabinete de Alexandros Zaimis a finales de 1915.